# ハードロックカフェ

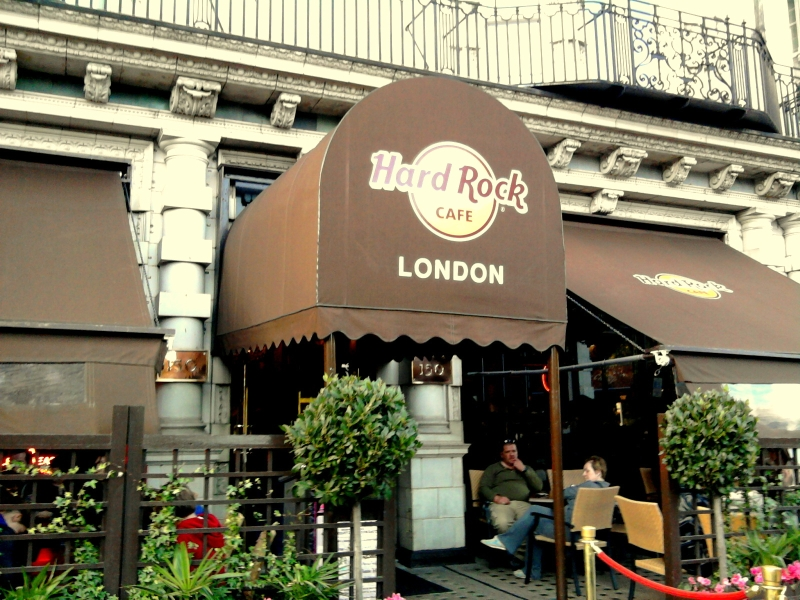
ロンドンに現存するハードロックカフェの1号店

ハードロックカフェ（Hard Rock Cafe）は、ハンバーガーを中心としたアメリカンレストランである。1971年6月14日、ロンドン在住のアメリカ人、アイザック・ティグレットとピーター・モートンによって設立された。アメリカ料理に馴染みがなかった欧州ですぐに話題になり、ロンドンの新名所になった。
その後世界各国に展開し、現在では北アメリカ、ヨーロッパ、ラテンアメリカ、中近東、カリブ海、アジアなど世界の主要都市に180店舗以上がある。近年では、店舗の新規出店のほか、同じ都市の中での移転、撤退なども頻繁で、かつては店舗が存在したが現在は存在しない都市も多い。また、世界的にみても数は多くないが、カフェの他、ホテルやカジノの出店も行なっている。

## 歴史

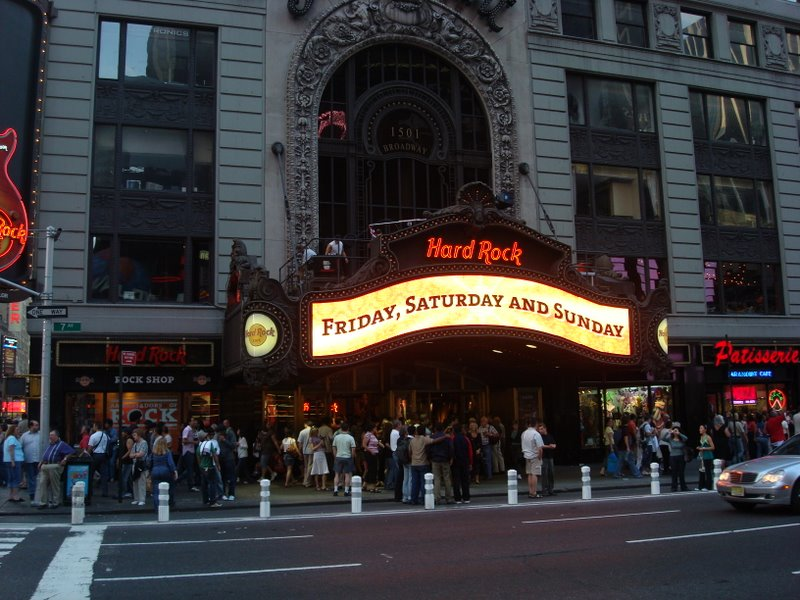
ブロードウェイ (ニューヨーク)の中心部に位置するハードロックカフェの店舗

1号店はロンドンのハイドパークに近い、元はロールス・ロイスのショールームであった。同店では1979年からロックンロールに関連する印刷物で壁を覆っている。「ハードロックカフェ」の店名はドアーズの1970年のアルバム『モリソン・ホテル』の「ハードロックカフェ」サイドから取られたとされる。店のモットー「Love All, Serve All」はサティヤ・サイ・ババの言葉から取られた。
2号店は1978年にカナダのトロントにオープンした。トロントには現在二軒の店舗が存在する。チェーンの世界展開は1982年に始まった。モートンはロサンゼルス、サンフランシスコ、シカゴ、ヒューストンに店舗を開いた。一方ティグレットはニューヨーク、ダラス、ボストン、ワシントンD.C.、オーランド、パリ、ベルリン、シドニーに店舗を開いた。
2006年12月、統合型リゾート事業を展開するフロリダ州のインディアン部族、セミノール族が、関連事業（世界のHRC124店舗、ハードロック・カジノホテル2箇所など）を買収している。

## 日本での展開
日本での第1号店はカプリチョーザなどをフランチャイズ展開する株式会社WDIが1983年に開店した「東京店」（六本木）である。WDIグループは1985年6月にハードロックカフェ（以下「HRC」）の展開権を、1995年8月に20年間の独占的営業権をHard Rock Limited.と契約して、WDIグループが「ハードロックカフェ事業部」として展開している。なお、日本国内の店舗は全てWDIグループの直営店舗である。

### 北海道でのIR展開
2017年にハードロック・インターナショナル（伊：Hard Rock international）の日本法人が設立しIR統合型リゾートの候補として北海道の苫小牧市に立候補した物で、株式会社WDIとの直接的な関係はないものとされている。
Hard Rock Experience HOKKAIDOとして北海道コンサドーレ札幌のオフィシャルスポンサーや第70回、第71回さっぽろ雪まつりのステージなどをサポートした。

### 日本国内の店舗

#### 現存する店舗
- HRC東京店（1983年7月4日 - ）
- HRC横浜店（1997年7月18日 - ）
- HRCユニバーサル・シティウォーク大阪（2001年3月22日 - ）
- HRC上野駅店（2002年3月25日 - ）

#### 閉店した店舗
- HRC大阪店（1992年 - 2021年1月31日）
- HRC名古屋店（1997年  -2010年12月31日）[2][3]
- HRC神戸店（1999年 - 2003年12月31日）
- HRC福岡店（2000年 - 2020年5月31日）
- HRC成田店（2006年9月15日 - 2012年8月19日）[4]
- HRC東京成田空港ロックショップ（2019年 - 2020年）
- HRC東京浅草ロックショップ（2019年3月20日 - 2021年3月21日）
- HRC京都店（2019年7月12日 - 2021年3月21日）

#### 今後開業する可能性がある店舗
- HRE北海道(ホテル、カジノ、飲食店、ショッピングモールなど併設の大型施設)

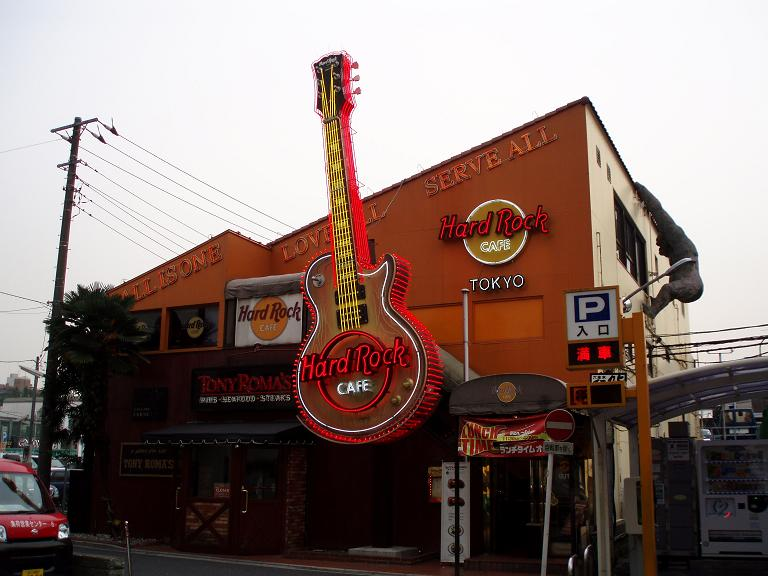
HRC東京店（六本木）、2006年撮影。2012年の改装により、外壁のゴリラは撤去され、現存しない。
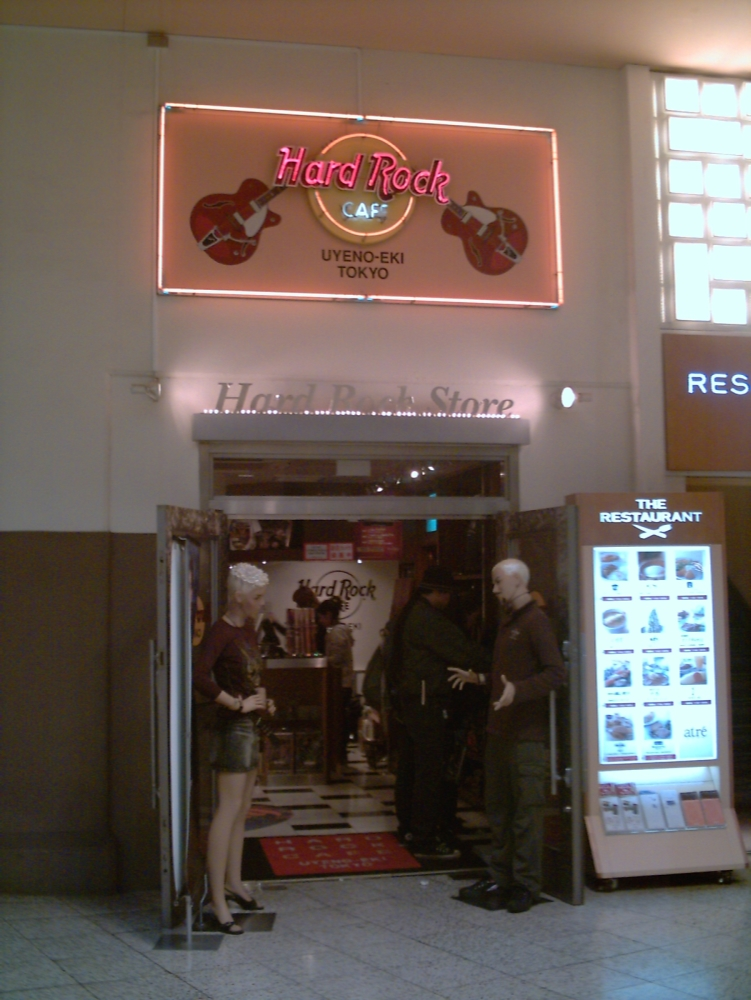
HRC上野駅東京店（2014年の改装前）
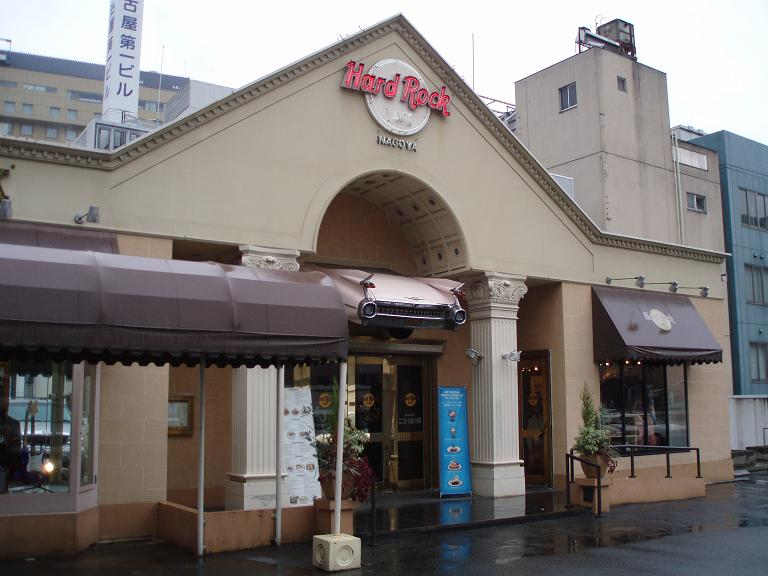
HRC名古屋店（2010年閉店）
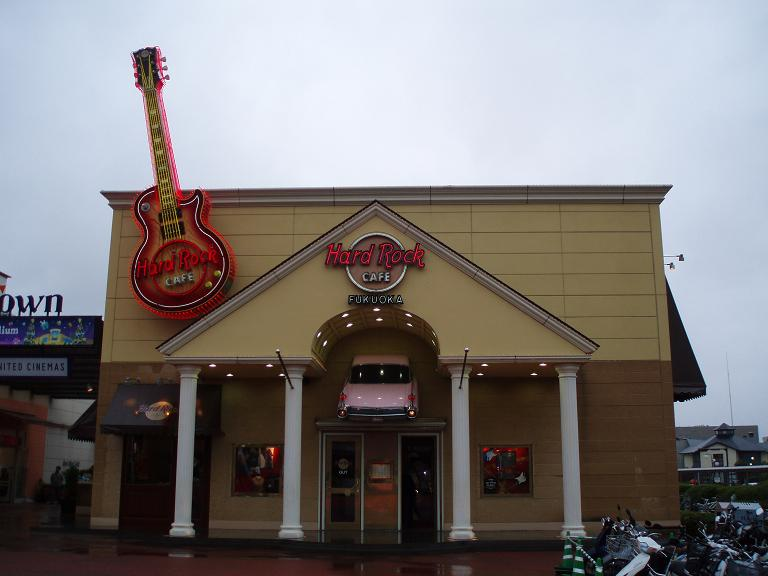
HRC福岡店（2016年3月まで営業していた旧店舗）

### コラボレーションメニュー
- ふくや監修によるハンバーガーメニュー「めんたいバーガー」がハードロックカフェ福岡店にて2019年12月1日（日）～2020年1月31日（金）まで販売されていた。
- 一風堂監修によりコラボメニュー「IPPUDOダブルチャーシューラーメンバーガー」がハードロックカフェ福岡にて2018年7月2日（月）～2018年8月31日（金）まで販売されていた。
- 8ozのジューシーなパテを使用した、映画『キングスマン』とのコラボメニュー「ポピーバーガー」を2018年1月5日（金）から31日（水）までハードロックカフェ全店で販売されていた。
- 芳文社の『週刊漫画TIMES』で連載されていたグルメ漫画『本日のバーガー』ともコラボレーションし、2021年5月1日から6月30日に第一弾として同作に登場したバーガー「ボフサンドイッチ」[5]を、同年7月1日から8月31日に第二弾として「スロッパー」[6]を期間限定で提供した。
- 創業50周年を記念して、サッカー選手のリオネル・メッシをアンバサダーに起用した「Live Greatness キャンペーン」が開催され、その一環として、メッシ自身が考案し、背番号10にちなみ10種類の食材を使った「MESSI BURGER」（メッシバーガー）が2022年3月1日より発売中である。

### 有名人とのコラボレーション
横浜店が、ももいろクローバーZの佐々木彩夏のソロライブ（横浜アリーナ）にあわせて、コラボグッズを制作・販売したことがある。これは佐々木がハードロックカフェを愛好しており、名物のピンズをコンプリートしているほどのファンであることから、実現した企画である。

### その他
テレビ神奈川（tvk）の『伊藤政則のROCK CITY』を一社提供しており、番組の収録は東京店内で行われている。

## モットー
「Love All, Serve All」のほか、「Save The Planet」「All Is One」「Take Time To Be Kind」「Music For Life」「Humanity Is International」などがある。

## コンセプト
レストランの内装は、アメリカ南部のダイナーと、ロックをモチーフにしたコンビネーションが特徴である。さらにインテリアのコンセプトとしては、板張りの床、真鍮のポールやドアノブ、店内にあえて段差をつけたり区切りをつけているなどのこだわりがある。
前者は、たとえば、チェックのビニールテーブルクロスや、白色のウエイトレスの制服。後者では、大音響の音楽と、ボン・ジョヴィやマドンナ、エリック・クラプトンやレディー・ガガなどの衣装や楽器など、壁面のロックにまつわるメモラビリアをはじめとするデコレーションの数々である。

### メニュー
ハードロックカフェのメニューは、ボリュームのある本場アメリカ料理。ハンバーガーをはじめ、スターター（前菜）、サラダ、サンドイッチ、パスタ、ステーキ、デザートと、多種多彩なメニューが用意されている。バーではオリジナルカクテルの他、多くのドリンクがある。
各国のハードロックカフェではそれぞれのローカル料理に合わせたスターターを出す場合も多い。例えばシンガポール店ではチリクラブやサテーなどを提供している。

### メモラビリア
ロンドン一号店の常連だったエリック・クラプトンが、バーのお気に入りの席の壁に「僕のギターを飾ってくれないか？」と頼んだことから始まったHRCのメモラビリアの歴史。世界各国のHRC店内には、ギターや衣装、ゴールドディスク、サイン入りポスターや写真等、有名ミュージシャンの記念品が所狭しと飾られている。現在HRCのメモラビリアは、ミュージシャン本人や家族からの寄贈、またはオークションで入札したもので、64,000点、 25億円を上回る価値を持つ世界最大規模のコレクションになっている。アンディ・ウォーホルがこれを評したコメント「HRCはまるでロックのスミソニアン博物館だ!」はアメリカの雑誌『PEOPLE』で大々的に紹介された。

### 限定アイテム
観光客などに人気なのは、併設されているロックショップで、衣類、グラス、アクセサリーなどの各店オリジナル商品、イベントごとの特製グッズは、世界各国に多くのコレクターがいるほどの人気である。人気の秘密は、一部商品を除き通信販売を行っていないため、各都市ごとの限定アイテムはその店を訪れた人しか購入できない点にあるが、2020年よりBASE株式会社より提供されているネットショップサービスであるBASE（ベイス）から国内のロックショップ商品のアパレルやピンの一部商品をオンラインで販売開始され、オンライン限定販売のピンなどが発売されるようになった。
また近年、古着でスウェットが爆発的な人気があるが、路面店やフリマアプリで販売されている物の多くが偽物であり、タグの取り換えなどでいかにも正規品と偽って販売がされているので注意が必要である。

### 限定ピン収集
Rock Shopで入手できるグッズの中でも、群を抜いて人気があるのがピンバッジである。「ピンヘッド」と称されるピンコレクターは世界各国（店舗がない国も含む）に数万人おり、米国、欧州などには各地域にコレクタークラブなどが多く存在する。店側が主催の公式ピン交換会も、世界各国の店で定期的に開催されていてピンコレクター同士の国境を越えた交流を促進している。
日本でも年1回ほど、店全体を貸し切ってのピンコレクターのパーティーが、毎回100人以上の参加者を集めて開催されているほか、ピンコレクションに関する非公式なサイトがネット上に作られたり、ピンコレクターの自主的な交流活動が小規模ながら地道に行なわれたりしている。